# Romanichthys
Romanichthys is een monotypisch geslacht van straalvinnige vissen uit de familie van de echte baarzen (Percidae).

## Soort
- Romanichthys valsanicola Dumitrescu, Bănărescu & Stoica, 1957